# Lynn (Alabama)
Lynn é uma cidade  localizada no estado americano do Alabama, no Condado de Winston.

## Demografia
Segundo o censo americano de 2000, a sua população era de 597 habitantes.
Em 2006, foi estimada uma população de 726, um aumento de 129 (21.6%).

## Geografia
De acordo com o United States Census Bureau, a localidade tem uma área de 17,0 km², sem área coberta por água. Lynn localiza-se a aproximadamente 228 m acima do nível do mar.

## Localidades na vizinhança
O diagrama seguinte representa as localidades num raio de 24 km ao redor de Lynn.